# Monte Little
Monte Little é uma montanha localizada na fronteira das províncias de Alberta e Colúmbia Britânica, no Canadá. Recebeu o seu nome no ano de 1916 a partir de um dos montanhistas que primeiro o escalou.